# 阿高厄
阿高厄（希臘語：Ἀγαύη）是希臘神話中的一個人物。她是卡德摩斯與哈耳摩尼亞的女兒，奧托諾厄、伊諾與塞墨勒的姊妹。阿高厄嫁給了地生人埃喀翁（Echion）。

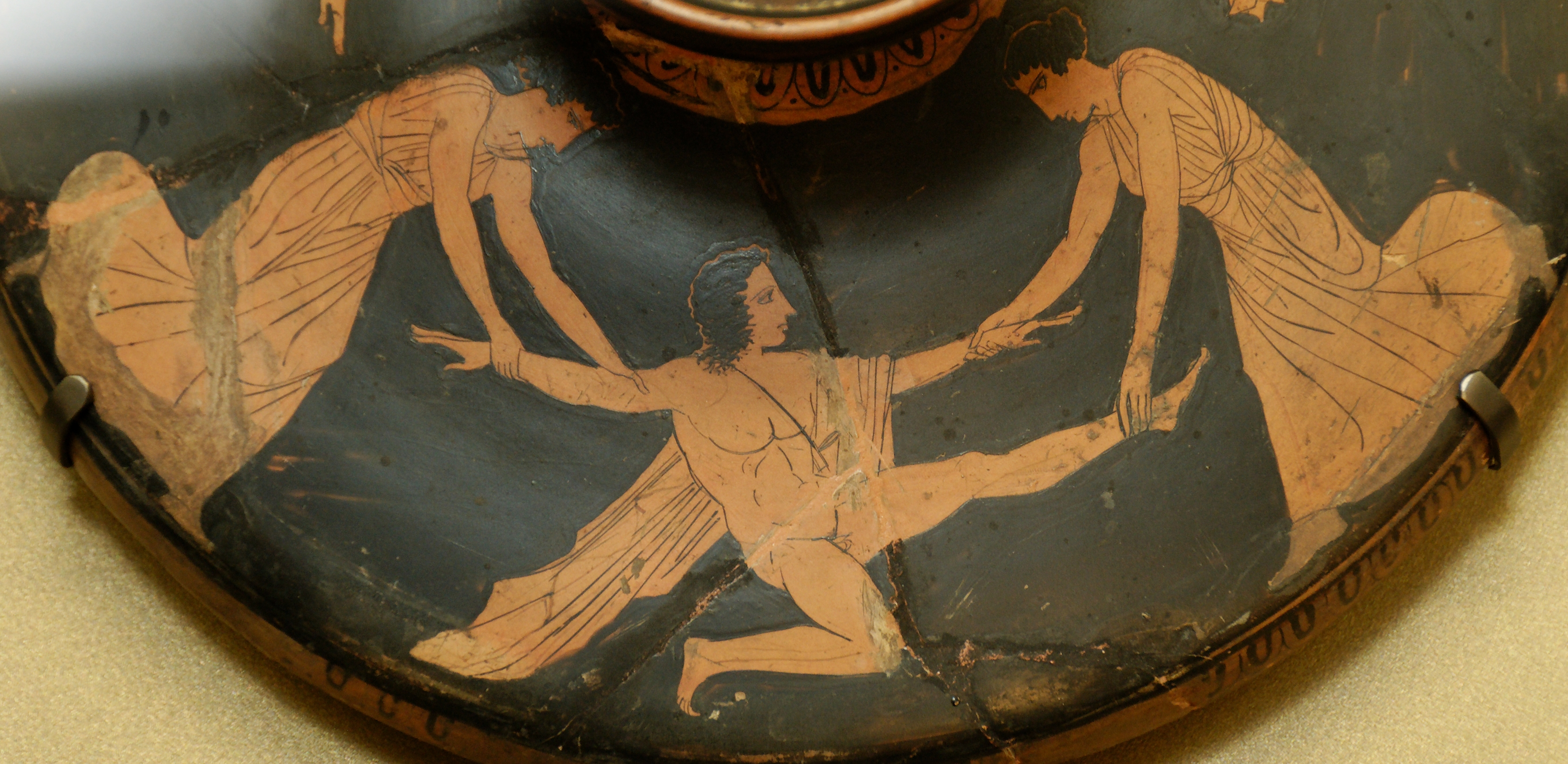
彭透斯被阿高厄與奧托諾厄肢解

在尤里比底斯的劇作《酒神》中，埃喀翁與阿高厄之子彭透斯因禁止對酒神狄俄倪索斯的崇拜，被狄俄倪索斯引誘至樹林裡，他在那裡被邁那得斯（酒神的女信徒們）以及中了狄俄倪索斯之咒而發瘋的阿高厄、奧托諾厄肢解。